# 海默特-巴克爾
海默特-巴克爾（荷蘭語：Gemert-Bakel）是荷蘭的一個市鎮，位於荷蘭南部，屬於北布拉班特省。當地有城堡等景點。

## 外部連結
- 维基共享资源上的相關多媒體資源：海默特-巴克爾
- Official website （页面存档备份，存于）